# Bill Nye
William Sanford Nye, detto Bill (Washington, 27 novembre 1955), è un divulgatore scientifico, conduttore televisivo e ingegnere statunitense, noto per aver condotto Bill Nye the Science Guy sulla PBS, uno show che è stato candidato per 23 Emmy Awards, vincendone 19.
Seguendo il grande successo di pubblico e di critica conseguito con il programma, ha scritto molti libri di divulgazione scientifica, dei quali alcuni sono diventati autentici best seller. Tra questi si possono ricordare: Undeniable: Evolution and the Science of Creation nel 2014 e Unstoppable: Harnessing Science to Change the World.

## Biografia
Bill Nye è nato il 27 novembre 1955, a Washington da Jacqueline Jenkins, crittoanalista durante la seconda guerra mondiale, e Edwin Nye, veterano di guerra.
Nye frequentò la scuola elementare Lafayette e la Alice Deal Junior High prima di frequentare la Sidwell Friends School con una borsa di studio nel 1973. Nye si trasferì a Ithaca, nello stato di New York per frequentare la Cornell University e studiare ingegneria meccanica alla Sibley School of Mechanical and Aerospace Engineering. Il suo entusiasmo per la scienza si è intensificato dopo aver seguito una lezione di astronomia di Carl Sagan. Nel 1977 ha ottenuto il Bachelor of Science.

## Carriera
Dopo essersi laureato, ha iniziato a lavorare come ingegnere alla Boeing, contribuendo allo sviluppo del Boeing 747. Nel 1999 ha raccontato in un'intervista di aver fatto domanda quattro volte per entrare alla NASA come astronauta, ma di essere stato respinto.
Dal 1993 al 1998 ha condotto il suo show, Bill Nye the Science Guy, inedito in Italia.
Ha fatto due apparizioni all'interno della serie tv The Big Bang Theory, altre due nella serie Blindspot, ha recitato come coprotagonista nel ruolo di sé stesso nell'episodio 5x16 "Cervelli nella tormenta" della serie Stargate Atlantis (affiancato dal famoso astrofisico e divulgatore Neil deGrasse Tyson) e ha prestato la propria voce nella serie animata e nel film d'animazione della saga di Scooby-Doo.
Nel 2023 è stato insignito del Richard Dawkins Award, un premio assegnato annualmente a una persona (o a più persone) per la loro notevole opera di promozione dell'ateismo. Viene assegnato dalla Atheist Alliance durante il suo congresso annuale, in riconoscimento del lavoro di Richard Dawkins.